# Herb gminy Konstantynów
Herb gminy Konstantynów – symbol gminy Konstantynów.

## Wygląd i symbolika
Herb przedstawia na tarczy w polu błękitnym srebrną wagę ze złotymi szalkami.